# 周旋 (成化丁未進士)
周旋（1450年—？），字克敬，號西溪，浙江寧波府慈谿縣人，民籍，明朝政治人物。

## 生平
成化二十二年（1486年）丙午科浙江鄉試第三十三名舉人。成化二十三年（1487年）中式丁未科會試第一百十七名，二甲第九十二名進士。弘治三年（1490年）五月除南京户科给事中，轉北兵科，十一年十二月升刑科右，奏請疏通南旺湖，十三年九月升兵科左，十四年三月出为廣東右參議，十二月因考察去职。

## 家族
曾祖周守行；祖父周世莊；父周通，母王氏。慈侍下。兄周曜。